# Giving Becky a Chance
Giving Becky a Chance è un film muto del 1917 diretto da Howard Estabrook.

## Trama
La famiglia di Becky Knight vive nelle ristrettezze ma i genitori della ragazza fanno grandi sacrifici per poterle darle un'istruzione, facendole frequentare un'università esclusiva. Becky, però, si vergogna dei suoi e racconta alle compagne di appartenere a una ricca famiglia. A Natale, invitata a casa di una delle sue amiche, incontra Tom Fielding, un dottore che si innamora di lei e che la chiede in moglie.
Tom scopre, durante una battuta di caccia, le vere condizioni dei genitori di Becky quando viene chiamato ad assistere una donna malata che si rivela essere la madre della sua innamorata. Il medico rimprovera aspramente Becky del suo inganno e la lascia.
Le disperate condizioni finanziarie del padre inducono Becky a cercare di rimediare: accetta di danzare mascherata nel locale di Benson. Questi tenta di violentarla e Tom, che interviene, viene così a sapere che la ragazza è stata costretta a danzare in quel posto per salvare il padre. Il sacrificio di Becky convince il suo innamorato che la ragazza si è pentita per come si è comportata in quegli anni e i due si riconciliano.

## Produzione
Il film fu prodotto dalla Oliver Morosco Photoplay Company.

## Distribuzione
Il copyright del film, richiesto dalla Oliver Morosco Photoplay Co., fu registrato il 23 maggio 1917 con il numero LP10823.

Distribuito negli Stati Uniti dalla Paramount Pictures, il film uscì nelle sale cinematografiche il 7 maggio 1917.
Non si conoscono copie ancora esistenti della pellicola che viene considerata presumibilmente perduta.